# IC 3211
IC 3211 је спирална галаксија у сазвјежђу Дјевица која се налази на листи објеката дубоког неба у Индекс каталогу.
Деклинација објекта је + 8° 59' 26" а ректасцензија 12h 22m 7,3s. Привидна величина (магнитуда) објекта IC 3211 износи 14,3 а фотографска магнитуда 14,9. IC 3211 је још познат и под ознакама NGC 4307A, UGC 7430, MCG 2-23-12, CGCG 70-28, VCC 526, PGC 40034.